# Giải quần vợt Việt Nam Mở rộng 2015
Việt Nam Mở rộng 2015 là một giải đấu quần vợt chuyên nghiệp diễn ra trên sân cứng. Đây là giải lần đầu tiên, nằm trong hệ thống ATP Challenger Tour 2015. Giải diễn ra tại Thành phố Hồ Chí Minh, Việt Nam từ 12 đến 18 tháng 10 năm 2016.

## Các suất dự giải đơn

### Hạt giống
| Quốc gia | Tay vợt                  | Xếp hạng1 | Hạt giống |
| -------- | ------------------------ | --------- | --------- |
| ESP      | Marcel Granollers        | 81        | 1         |
| AUS      | James Duckworth          | 99        | 2         |
| ESP      | Adrián Menéndez-Maceiras | 135       | 3         |
| IND      | Saketh Myneni            | 168       | 4         |
| ITA      | Thomas Fabbiano          | 171       | 5         |
| IND      | Somdev Devvarman         | 178       | 6         |
| BEL      | Yannick Mertens          | 182       | 7         |
| AUS      | Jordan Thompson          | 185       | 8         |

- 1 Rankings are as of ngày 11 tháng 10 năm 2015.

### Vận động viên khác
Những vận động viên sau đây được đặc cách vào thẳng giải đơn:
- Phạm Minh Tuấn
- Sumit Nagal
- Nguyễn Hoàng Thiên
- Lý Hoàng Nam

Những vận động viên sau đây đã vượt qua vòng loại giải đơn:
- Daniel Masur
- Vijay Sundar Prashanth
- Jeevan Nedunchezhiyan
- Flavio Cipolla

## Nhà vô địch

### Đơn
- Saketh Myneni def.  Jordan Thompson, 7–5, 6–3

### Đôi
- Tristan Lamasine /  Nils Langer def.  Saketh Myneni /  Sanam Singh, 1–6, 6–3, [10–8]